# 卡利斯托·加西亚

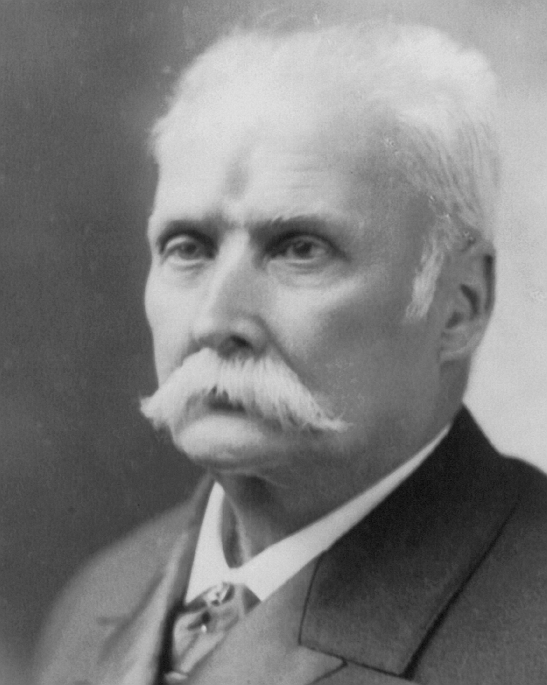
卡利斯托·加西亚，摄于1898年

卡利斯托·加西亚·伊尼格斯（西班牙語：Calixto García Íñiguez；1839年8月4日—1898年12月11日），古巴独立运动将领，参与三次古巴独立战争，美西战争期间曾率军配合美军作战。

## 生平
加西亚出生在古巴奥尔金的克里奥尔人家庭。祖父卡利斯托在委内瑞拉独立战争期间曾加入保皇军。
1868年，古巴第一次独立战争（又称十年战争、大战争）爆发，加西亚加入古巴革命军，与殖民当局军队周旋五年，最终被俘。十年战争在1878年因《桑洪协定》的签署而告终，加西亚也就此获释。此后他前往纽约和巴黎，在当地组建侨民革命组织。1879年，他发表古巴独立宣言书，点燃古巴第二次独立战争（又称小战争）。他在1890年自美国率远征军返回古巴，兵败被俘，监禁于西班牙。1895年，古巴第三次革命战争爆发，他越狱返回古巴，成为奥连特省革命军总司令。

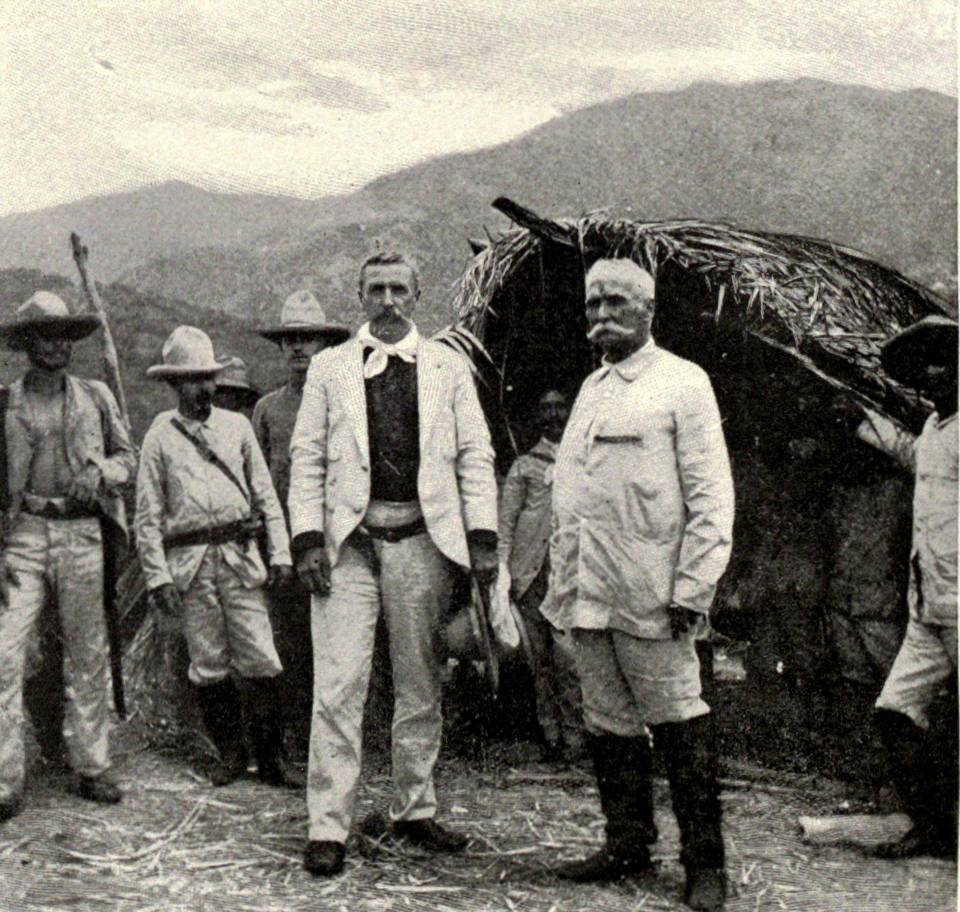
1898年，美军登陆古巴，加西亚与美准将威廉·勒德洛的合影

1898年，美军登陆古巴，加西亚配合美军部队攻占要地圣地亚哥。但西班牙投降后，加西亚的古巴革命军被美军拒之门外。
1898年12月，加西亚率使团赴美国讨论古巴独立问题。11日，他死于肺炎，终年59岁。他的遗体临时安葬在美国阿灵顿国家公墓，后移葬至古巴。

## 后世影响
加西亚逝世时在古巴引发广泛的悼念活动，全岛树立起多处纪念塑像。共济会成员在其安葬处树立了一块巨大铜碑，上书拉丁文格言“Dulce et decorum est pro patria mori”（为国捐躯，甜美而正确）。后此铜碑被移交予加西亚的后人收藏。
作家埃尔伯特·哈伯德曾撰写《致加西亚的信》（A Message to Garcia），讲述美国情报官安德鲁·罗恩（Andrew Rowan）历经千辛万苦和加西亚建立联系的故事。“为加西亚送信”（to take a message to García）在当年成为流行的美语俚语，比喻接受极其艰巨的挑战。1916年和1936年曾有两部题为《致加西亚的信》的影片于美国上映。
1976年，古巴奥尔金省一市镇更名为卡利斯托-加西亞，以示纪念。古巴50比索纸币一直印有他的肖像。

### 书目
- Castellano García, Gerardo 1927. Tierras y Glorias de Oriente (Calixto García Iñiguez) Editorial Hermes Havana
- Escalante Beaton, Anibal 1946. Calixto García Su Campaña en el 95. Arrow Press Havana.  (Introduction by General Carlos García Velez, son of the mayor general and a firsthand witness to many of the events described.)
- Rice, Donald Tunnicliff, 2016. Cast in Deathless Bronze: Andrew Rowan, The Spanish–American War, and the Origins of American Empire. Morgantown: West Virginia University Press. (This volume contains more information regarding García's life and career than any other English-language publication.)